# Trittico di Polizzi Generosa
Il Trittico di Polizzi Generosa è un'opera pittorica di scuola fiamminga già attribuita al Maestro dei fogliami ricamati (in francese Maître au feuillage brodé), inizialmente ritenuto un anonimo artista attivo nelle Fiandre nell'ultimo quarto del XV secolo. Il progredire degli studi ha successivamente condotto alla diversa conclusione che il complesso dei dipinti già riferiti a questa ipotetica figura d'artista spetti in realtà a più mani diverse e che l'etichetta Maestro dei fogliami ricamati possa tutt'al più designare - non un singolo individuo - ma piuttosto un ambiente artistico comune, all'opera, probabilmente a Bruxelles, nella parte conclusiva del Quattrocento. Milieu cui ascrivere anche il trittico di Polizzi, che è una delle opere di maggior pregio, o senz'altro la migliore, di tale provenienza.
Sulla cornice del dipinto vi è un'iscrizione (verosimilmente apposta tempo dopo la realizzazione del quadro) che recitaː Lucas Iardinus Optulit Gratis Deo.

## Storia
L'opera era inizialmente collocata nella chiesa di Santa Maria di Gesù dei frati minori osservanti sita nel borgo madonita, la cui costruzione risale al 1496. A metà del Seicento il trittico fu trasferito nella chiesa di nuova costruzione denominata Santa Maria degli Angeli, dedicazione che forse trae origine proprio dalla raffigurazione che compare nel pannello centrale del dipinto.
Il pericolo di crollo di questa nuova sede richiese l'intervento della soprintendenza di Palermo che, nel 1917, ordinò lo spostamento del trittico nella chiesa dell'Assunta dove esso si trova tuttora. 

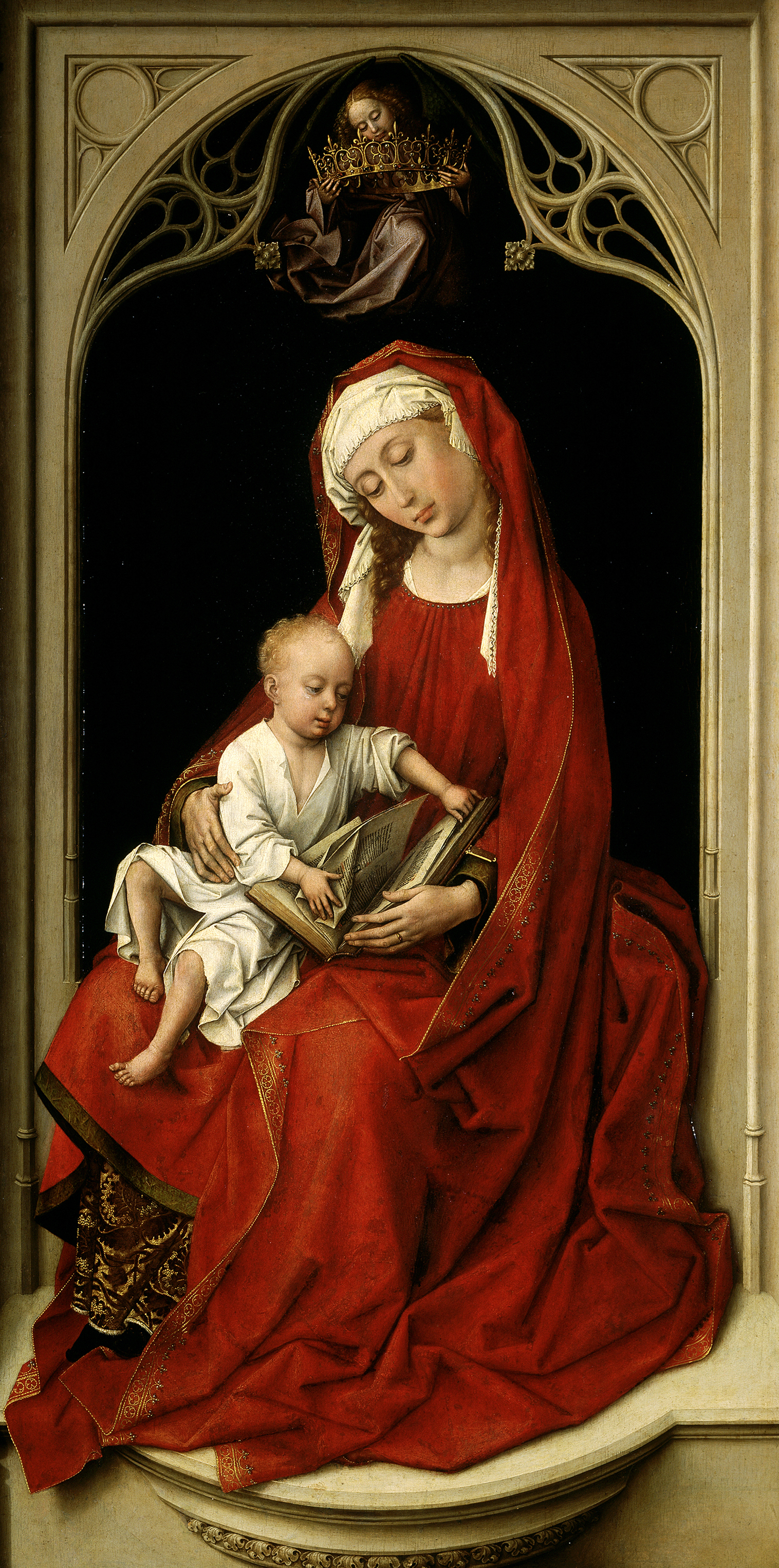
Rogier van der Weyden, Madonna Durán, 1435-38, Madrid, Prado

Proprio a questa occasione si deve uno dei primi contributi scientifici moderni sul quadro, redatto dallo stesso soprintendente del capoluogo siciliano Ettore Gabrici. In questo scritto il Gabrici, pur esprimendo apprezzamento per il dipinto, concludeva che “il trittico di Polizzi è una di quelle opere hanno tutti i caratteri e pregi di una scuola, ma che non hanno tali spiccate qualità da potersi con sicurezza attribuire ad un determinato maestro. Esso ondeggia tra il fare di Van der Weyden e quello di Memling”.
La provenienza fiamminga dell'opera (che oggi appare ovvia) peraltro era già stata evidenziata – sgombrando il campo da una remota e improponibile attribuzione ad Albrecht Dürer – da iniziali ipotesi attributive ottocentesche che assegnavano il dipinto addirittura a Jan van Eyck o ad Hugo Van der Goes.
La critica moderna, sulla scorta dei rilievi di Gabrici, ha escluso attribuzioni così altisonanti (stilisticamente insostenibili per le odierne conoscenze sulla pittura fiamminga) e, in una prima fase, ha assegnato in prevalenza il dipinto al Maestro dei fogliami ricamati, presunta figura di pittore identificata da Max Friedländer, tra i massimi conoscitori della pittura fiamminga primitiva, accorpando un nucleo di dipinti accomunati da un peculiare modo di raffigurare gli inserti di vegetazione. Lo stesso grande storico dell'arte, nel 1937, includeva tra le opere di questo maestro anche il trittico di Polizzi, definendolo la sua opera maggiore, valutazione condivisa anche dalla critica successiva.
Il Friedländer ritenne tale anonimo pittore influenzato dai modi di Rogier van der Weyden e ha pertanto ipotizzato che questi sia stato attivo a Bruxelles, collocandone l'attività nell'ultimo quarto del XV secolo. Altri invece hanno pensato che questi potesse avere bottega a Bruges, città ove pure, sulla scia di Hans Memling, erano giunti gli influssi del Van der Weyden.

Ricerche ulteriori hanno però evidenziato che alla paternità del Maestro dei fogliami ricamati sono stati via via ricondotti dipinti molto eterogeni a livello stilistico e qualitativo e anche l'esaustività del criterio attributivo utilizzato dal Friedländer - il modo di raffigurare le foglie - è stata posta in dubbio. Si è giunti così alla conclusione che queste opere siano in realtà riferibili, piuttosto che ad un singolo individuo, ad un milieu artistico, probabilmente brusselese, operante tra il 1480 e il 1500, composto da pittori che continuarono lo stile di Van der Weyden ancora per alcuni decenni dopo la morte di questo grande maestro (1464). 

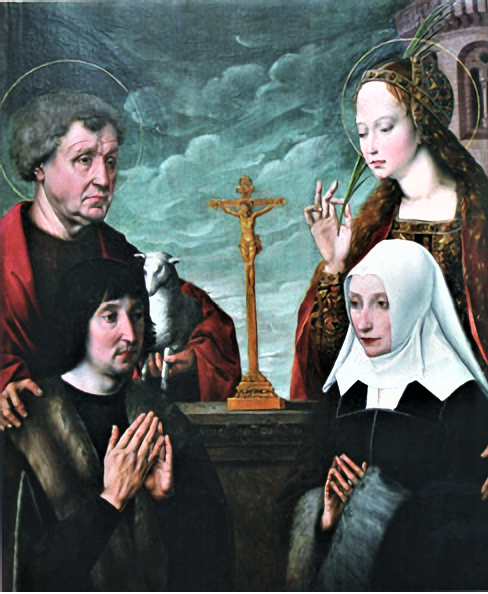
Colijn de Coter, San Giovanni Battista, santa Barbara e due donatori, 1500 ca., Bratislava, Cattedrale di San Martino

Circa i tentativi di dare identità all'autore di almeno alcune delle opere già riferite al Maestro dei fogliami ricamati, si segnala, anche in relazione al trittico siciliano, la supposizione che possa trattarsi di Colijn de Coter, eclettico e prolifico pittore attivo prima a Bruxelles e poi ad Anversa. Proprio a proposito del dipinto di Polizzi, infatti, sono state proposte delle associazioni con opere di costui, ed in particolare il confronto tra la santa Barbara del laterale destro con la figura della stessa santa raffigurata in un dipinto del de Coter che si trova a Bratislava. Allo stesso modo è stata evidenziata la vicinanza fisionomica tra la santa Caterina del trittico e un angelo (quello in alto a destra) di una tavola di Colijn de Coter conservata nell'Art Institute di Chicago. Questa ipotesi identificativa cozza però con la lontananza stilistica delle belle architetture che si vedono nei laterali del dipinto siciliano con quelle osservabili nelle opere autografe del de Coter.
Quanto alle ragioni di una collocazione inusuale – un piccolo borgo montano – per un'opera di così cospicuo valore, in documenti settecenteschi si narra che il dipinto fosse a bordo della nave del mercante genovese Luca Giardina, cioè il nome che compare nell’iscrizione dedicatoria. L'imbarcazione durante la navigazione sarebbe stata colta, nel 1496, da una tempesta e il mercante avrebbe fatto voto, se si fosse salvato, di donare il prezioso dipinto ad una chiesa povera. Sbarcato infine a Palermo, qui il Giardina avrebbe incontrato un frate appartenente al convento degli osservanti che officiava la chiesa di Santa Maria del borgo delle Madonie. A scioglimento del voto il genovese avrebbe consegnato il trittico a questo frate che poi l’avrebbe collocato nella chiesa di Polizzi (la prima sede del dipinto).
Il racconto però è probabilmente solo una leggenda locale e forse offre indizi più verosimili un'altra possibile pista ricostruttiva. Risulta infatti da un atto notarile rogato a Palermo nel 1523 che un frate di nome Antonio de Jardina (quindi lo stesso cognome dell'iscrizione), morto in quell'anno a Polizzi, avesse tra i propri averi anche un dipinto la cui descrizione inventariale appare associabile al trittico fiammingo (quadro che peraltro si trovava a Cefalù). Risulta altresì che gli eredi legittimi di questi beni abbiano rinunciato al lascito testamentario. Se ne potrebbe dedurre che stante tale rinuncia il trittico sia poi stato donato alla chiesa di Polizzi, cioè il luogo di morte del frate de Jardina. Seguendo questa pista si dovrebbe peraltro inferire che il quadro si trovi nel piccolo centro delle Madonie dal 1523 o poco dopo (e non dal 1496).

## Descrizione e stile

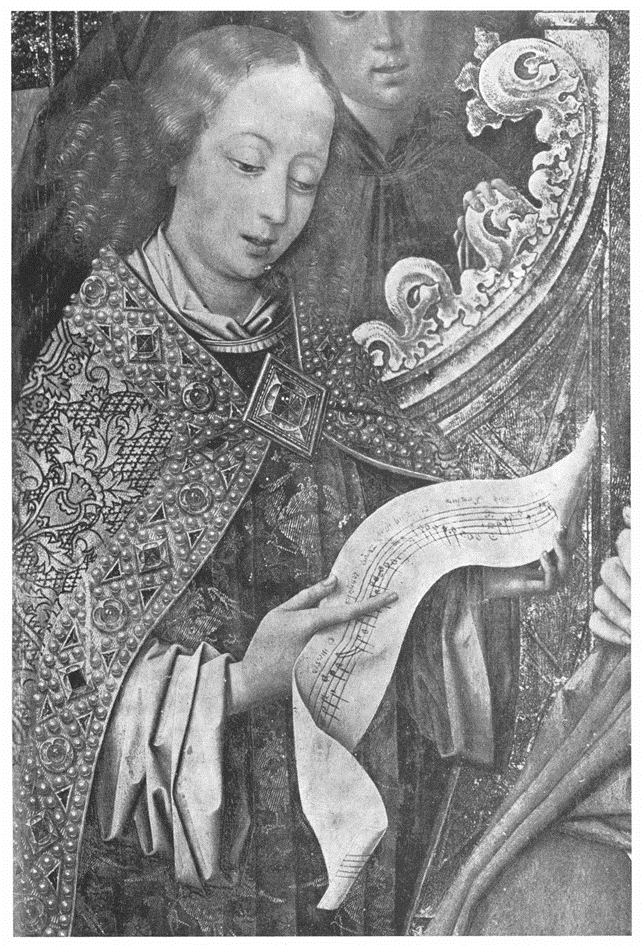
Angelo cantore con il mottetto di Walter Frye, particolare del trittico di Polizzi

Nel pannello centrale si osserva la Vergine seduta su un ricchissimo trono d'oro, dagli articolati decori in stile gotico, posto sotto una tenda. Sulla gamba destra della Madre siede Gesù Bambino che gioca con il libro di Maria.
Il gruppo della Madonna e del Bambino è in stretta relazione con la Madonna Durán di Rogier van der Wyden che con ogni probabilità è il modello ripreso nel trittico di Polizzi: le pose dei due e il motivo del Bambino che stropiccia le pagine del libro dimostrano questo rapporto di derivazione.
Il trono della Vergine è contornato da quattro angeli, due in primo piano ai lati del seggio e due più arretrati che fanno capolino sotto la cortina della tenda. Gli angeli sul lato destro del pannello suonano: quello in primo piano pizzica un liuto e quello posto sotto la tenda dà aria ad un flauto. I due di sinistra cantano, uno di essi regge una pergamena con versi musicati, evidentemente il brano che il quartetto celeste sta eseguendo in gloria di Maria.
Gli astanti sono riccamente abbigliati in raffinate vesti e la Madonna cinge una preziosa corona in stile gotico.
Sui due pannelli laterali sono raffigurate santa Caterina d'Alessandria, a sinistra, e santa Barbara, a destra, identificate dai rispetti attributi agiografici: la spada e i resti della ruota dentata per Caterina e una torre per Barbara (la si vede alla sua sinistra, avulsa dallo sfondo architettonico). Anche le due sante indossano abiti di grande pregio. Nello sfondo paesaggistico di entrambi gli scomparti laterali compaiono delle notevoli architetture gotico-fiamminghe.
A proposito di queste architetture si è rilevato che esse hanno precise tangenze con quelle di altri dipinti. In primo luogo, il raffinato complesso palaziale che si vede alle spalle di santa Caterina è assolutamente identico a quello che compare, in alto a sinistra, nella Virgo inter virgines, custodita nel Museo nazionale d'arte antica di Lisbona, opera da taluno già avvicinata allo stesso Maestro dei fogliami ricamati. Identico è anche il cortile antistante agli edifici con le aiuole in riquadri, il cancelletto di legno e il muretto merlato su cui poggiano dei pavoni (due a Lisbona e uno a Polizzi). 
Anche il castello dietro santa Barbara si trova pressoché tale e quale sia nel laterale destro del Martirio di sant'Ippolito del Museum of Fine Arts di Boston, sia in una tavola, parimenti raffigurante santa Barbara - anche questa già riferita ancora al Maestro dei fogliami -, custodita nel Museo Boijmans di Rotterdam. 
L'identità delle architetture raffigurate nei dipinti in questione è con ogni probabilità il frutto dell'utilizzo degli stessi modelli in disegno, tant'è che proprio per questa ragione alcuni di essi sono stati, come rilevato, riferiti allo stesso autore della tavola madonita o quantomeno alla sua bottega. È rilevante segnalare che tutti e tre i dipinti in cui si ritrovano gli stessi sfondi architettonici di Polizzi, ricalcati dagli stessi modelli, sono concordemente collocati dalla critica nell'ambito degli ultimi due decenni del quindicesimo secolo, datazione che conferma quella ipotizzata già da Gabrici e da Friedländer per il trittico siciliano.

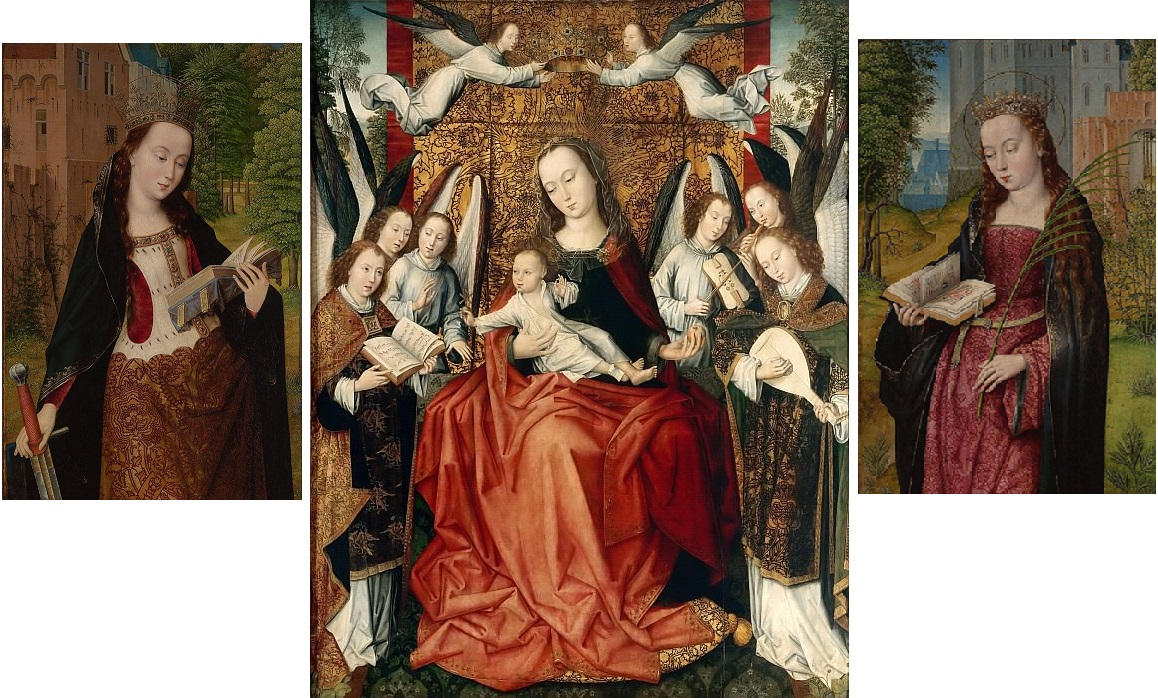
L'ipotetico trittico con la Madonna di Parigi e le sante di Rotterdam (le due tavole olandesi sono state accorciate in epoca ignota)

Il dipinto di Polizzi Generosa presenta infine un ulteriore dettaglio di considerevole interesse: nel cartiglio nelle mani dell'angelo in primo piano a sinistra della Madonna si individua il mottetto mariano Ave Regina di Walter Frye, compositore inglese la cui biografia è tuttora piuttosto oscura a dispetto del successo che egli sembra aver riscosso in vita.
Lo stesso mottetto compare in un'altra opera già in precedenza assegnata al Maestro dei fogliami ricamati (conservata nel Louvre), per la quale sono poi sorti gli stessi dubbi attributivi che in generale hanno riguardato il catalogo di quest'ultimo. 
In relazione a questo dipinto è stata avanzata l'ipotesi che esso fosse originariamente il panello centrale di un trittico con ai lati, a destra, la già menzionata santa Barbara di Rotterdam, e, a sinistra, una santa Caterina - dipinto chiaramente connesso alla tavola con santa Barbara - custodita nello stesso museo olandese. Se questa ipotesi fosse esatta, tale ulteriore trittico mostrerebbe una fortissima connessione con quello di Polizziː esattamente la stessa iconografia, la citazione del medesimo mottetto mariano e infine lo stesso castello alle spalle dei rispettivi laterali destri con santa Barbara. Peraltro le due tavole di Rotterdam sono state sottoposte ad esame dendrocronlogico, che le ha datate al nono decennio del quindicesimo secolo.
Si può infine registrare che del componimento del Frye sono note altre due trasposizioni pittoricheː una si trova in una tavola di tema mariano spettante al Maestro della Leggenda di santa Lucia, altro pittore fiammingo attivo nell'ultima parte del Quattrocento (Maria regina del cielo del 1490 ca., National Gallery of Art  di Washington), e la quarta nei dipinti murali di un ambiente del castello di Montreuil-Bellay, nella Loira, molto probabilmente anch'essi di scuola fiamminga. Queste ultime due riprese pittoriche dell'Ave Regina di Frye sono con sicurezza databili alla parte finale del secolo decimoquinto, che è peraltro il periodo in cui si concentra la gran parte delle testimonianze documentali pervenuteci sul mottetto in questione, evidentemente il momento di maggior popolarità di questo brano.
Del resto l'ampia fortuna che Frye ebbe nel ducato di Borgogna, di cui anche le ripetute citazioni pittoriche sono indice, ha una precisa ragione storica, costituita dal matrimonio tra Margherita di York e Carlo il Temerario, unione celebrata nel 1468. Il duca, appassionato di musica e musicista dilettante egli stesso, fece copiare, in omaggio alla sua sposa, molte melodie inglesi, come comprova in particolare il manoscritto B-Br-ms-5557 (Biblioteca reale del Belgio). Questo codice, infatti, commissionato dal Temerario proprio per le nozze con la principessa di Casa York, tra altre composizioni di autori inglesi, contiene anche alcune opere di Walter Frye. Quest'ultimo peraltro aveva già un legame con la futura duchessa di Borgogna in quanto aveva prestato servizio per diverso tempo presso sua sorella Anna di Exeter. Sono pertanto proprio queste nozze dinastiche all'origine della diffusione della musica di Frye nelle Fiandre negli ultimi decenni del Quattrocento, ad ulteriore conferma della datazione al termine del fine secolo dei dipinti fiamminghi che citano quest'autore.

## Galleria d'immagini

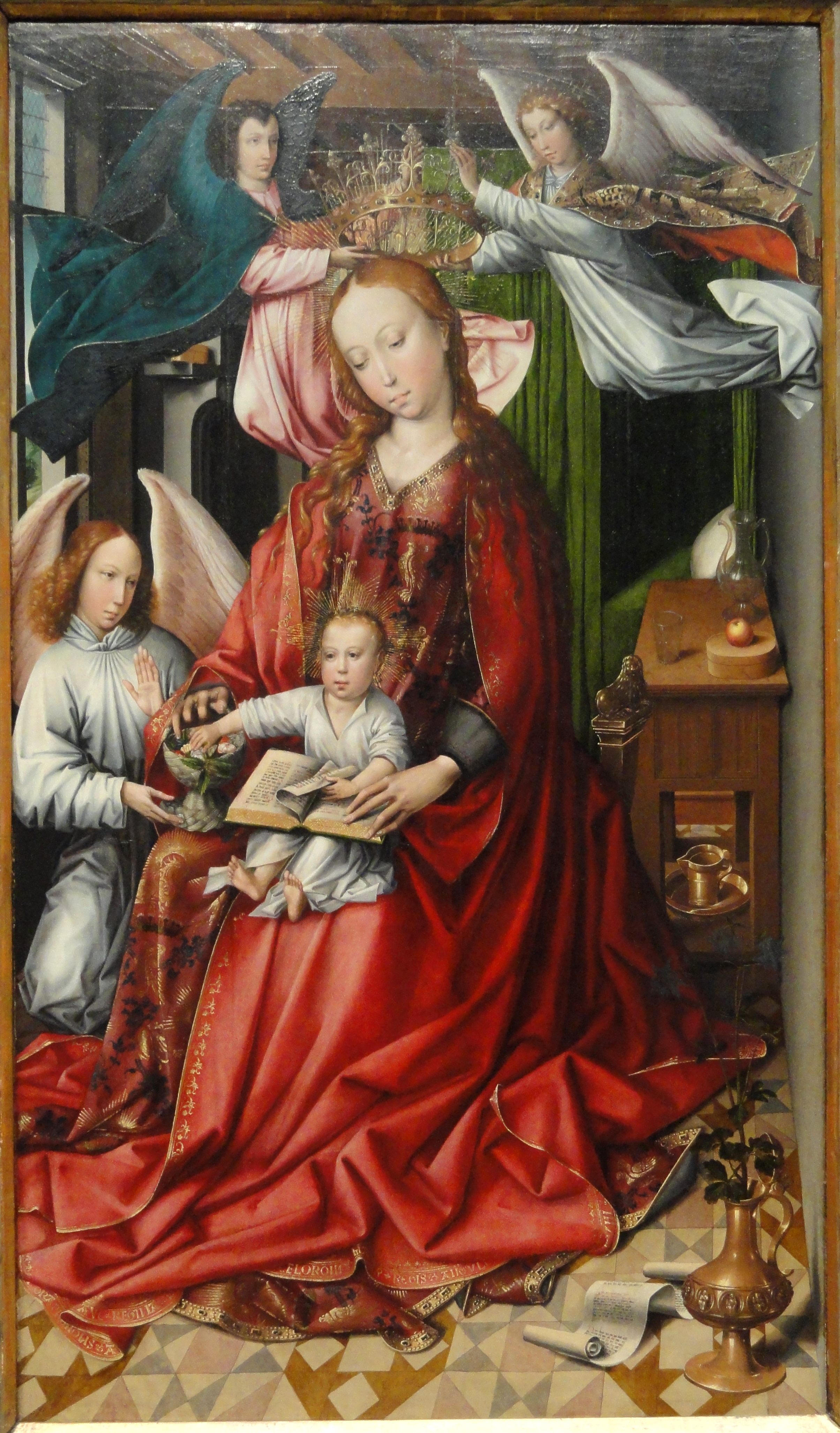
Colijn de Coter, Madonna incoronata dagli angeli, 1490-95, Art Institute of Chicago
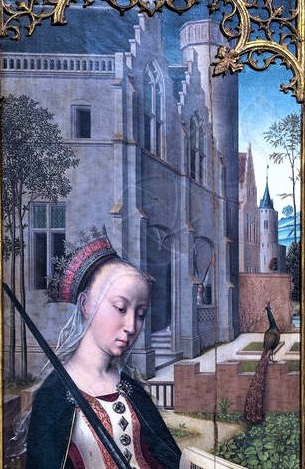
Gli edifici e il cortile dietro santa Caterina
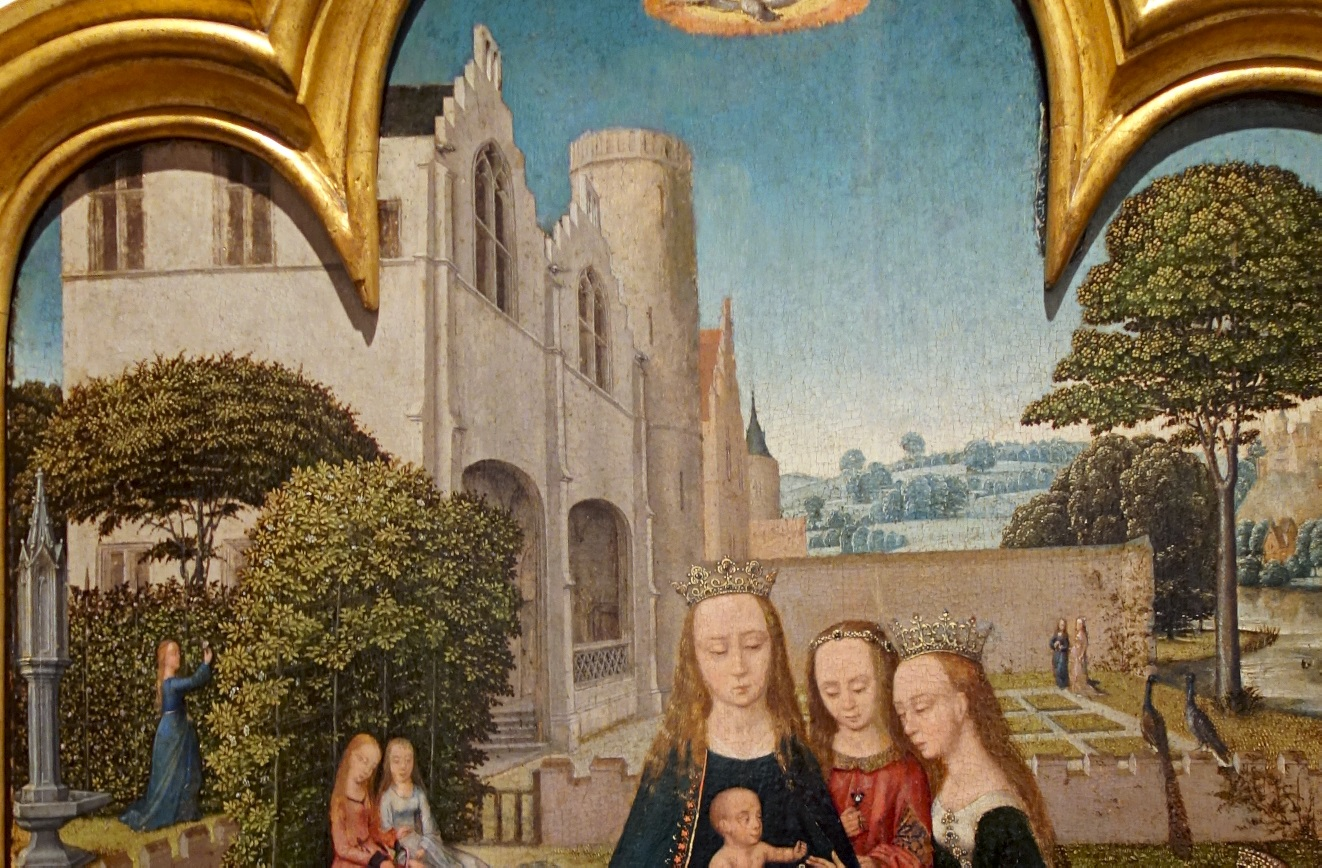
Gli edifici e il cortile della Virgo inter virgines di Lisbona
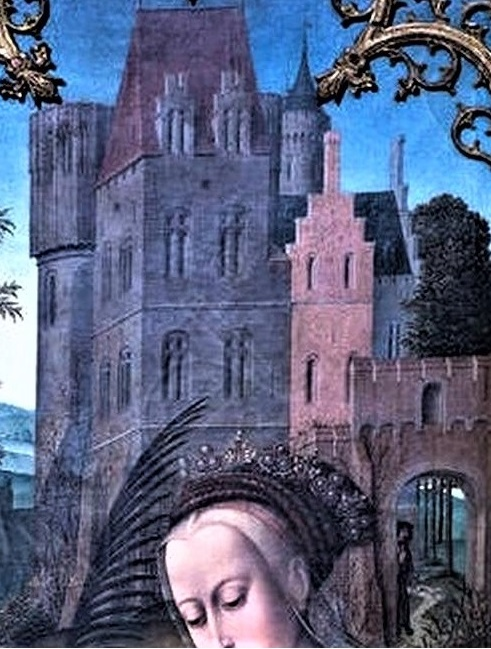
Il castello alle spalle di santa Barbara
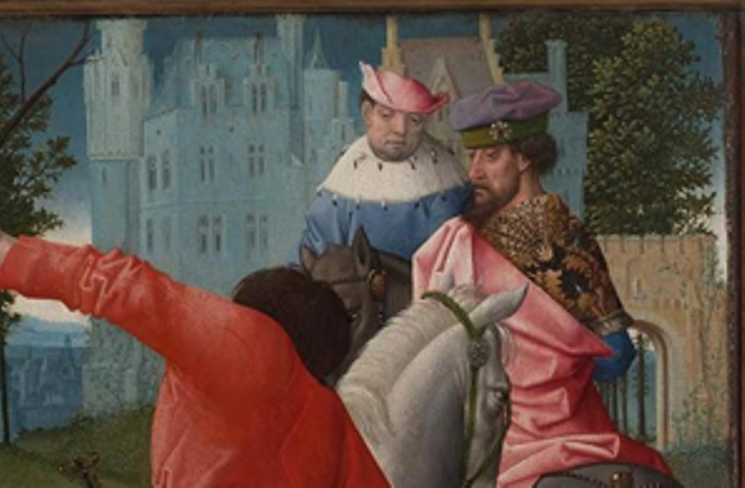
Il castello del trittico di Sant'Ippolito di Boston
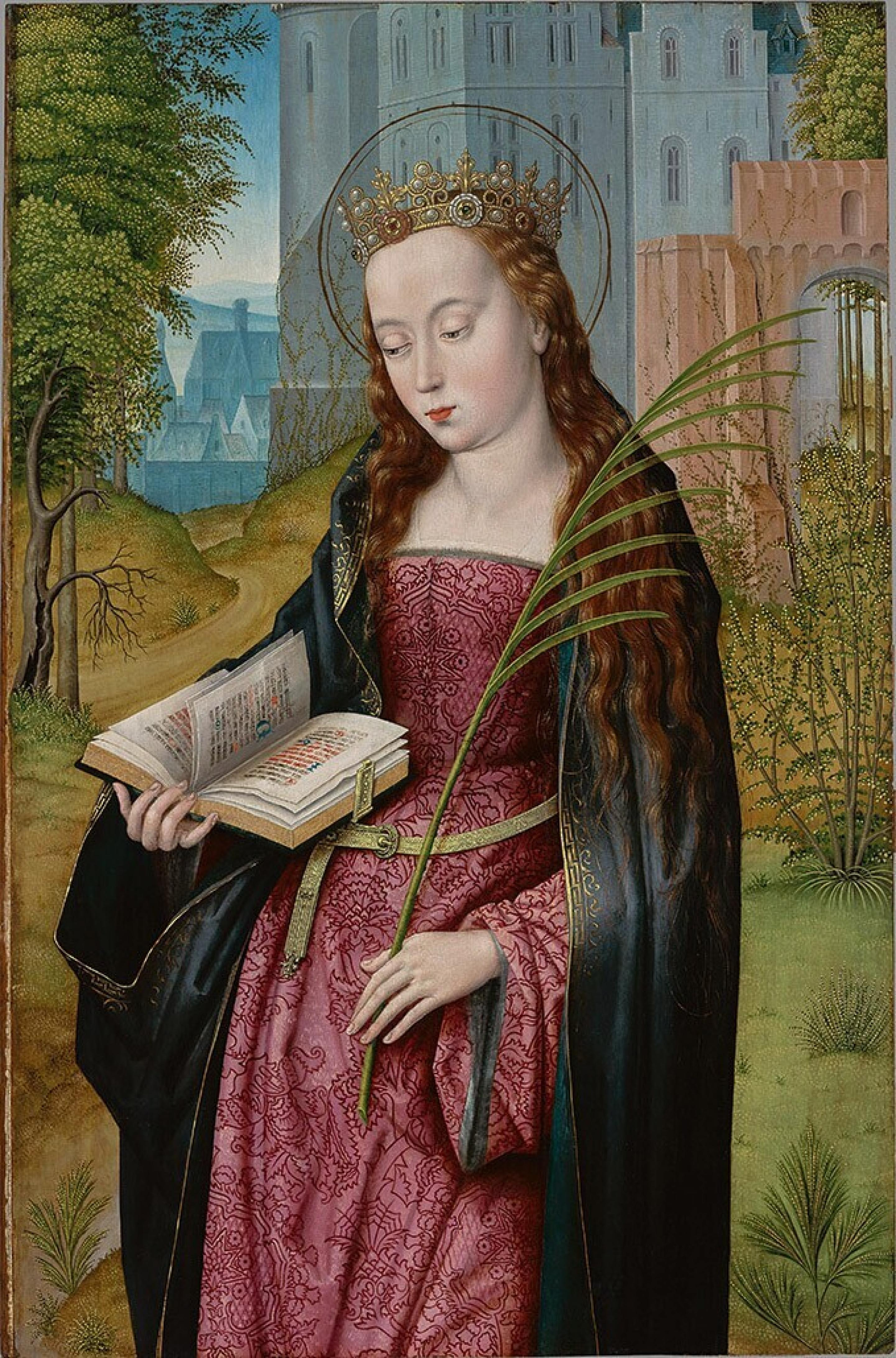
La santa Barbara di Rotterdam
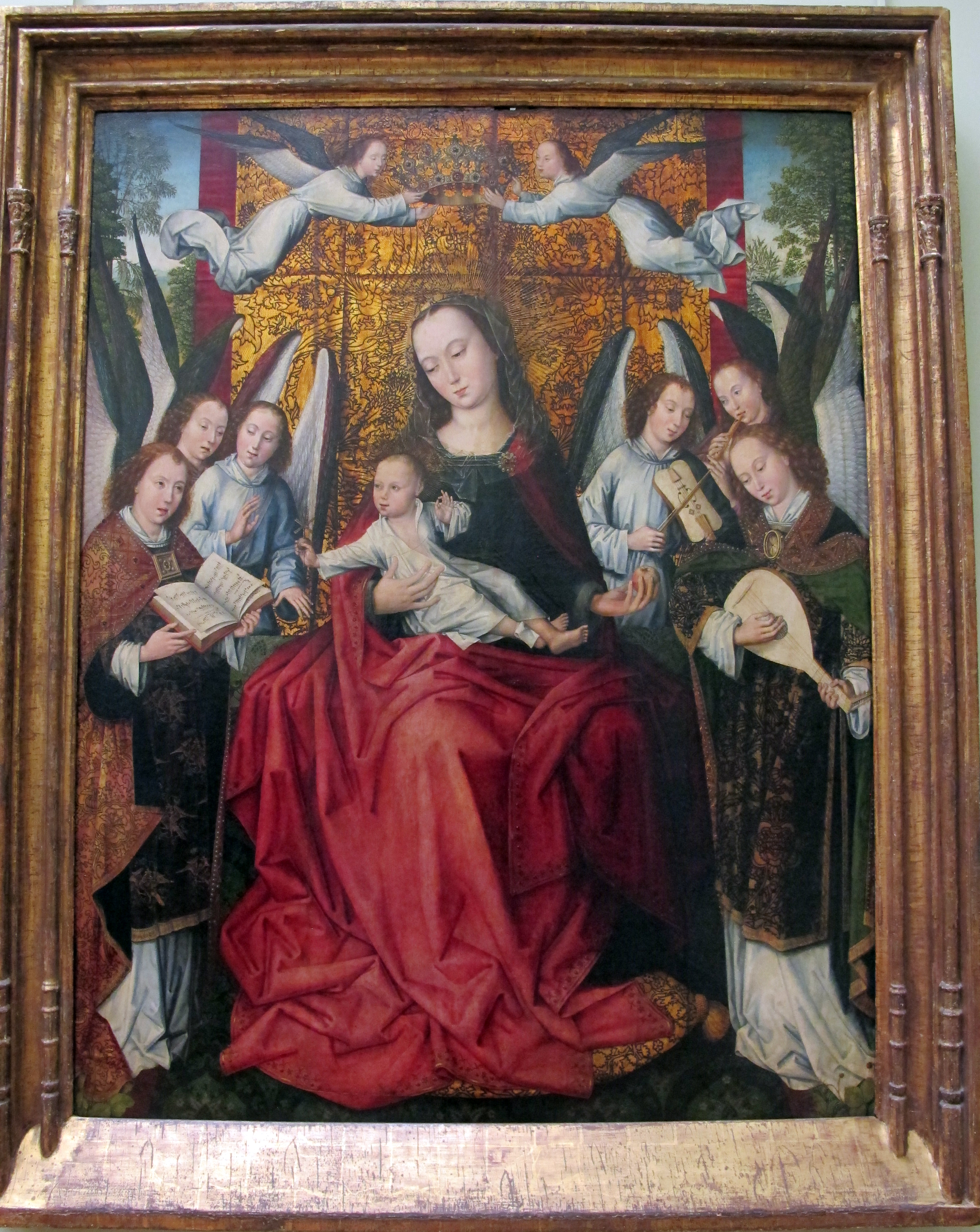
Il dipinto del Louvre ove ricompare il mottetto di Frye
La tavola di Washington, altra citazione dell'Ave Regina di Frye